# Praetumpfia
Praetumpfia is een monotypisch geslacht van schimmels behorend tot de familie Melanommataceae. Het bevat alleen Praetumpfia obducens.